# Пархуць Віталій Володимирович
Віталій Володимирович Пархуць (нар. 18 січня 1997, с. Лучинці, Рогатинський район, Івано-Франківська область, Україна) — український футболіст, центральний захисник ФК «Пробій».

## Життєпис
Вихованець бурштинського «Енергетика». У ДЮФЛУ та юнацькому чемпіонаті Івано-Франківської області виступав за «Енергетик» (Бурштин), «Карпати» (Галич), «Енергія» (Бурштин) та «Тепловик-ДЮСШ-3» (Івано-Франківськ).
У дорослому футболі дебютував 2016 року в складі «Прикарпаття» в аматорському чемпіонаті України та «Тепловик-ДЮСШ-3» в чемпіонаті Івано-Франківської області. У першій половині сезону 2017/18 років зіграв 11 матчів за молодіжну команду «Вереса». Наприкінці лютого 2018 року підписав контракт зі «Львовом». Дебютував за городян 29 квітня 2018 року в програному (0:2) виїзному поєдинку 24-го туру групи А Другої ліги України проти волочиського «Агробізнеса». Віталій вийшов на поле на 83-ій хвилині, замінивши Сергія Кисленка. У другій половині сезону 2017/18 років провів 5 матчів. У сезоні 2018/19 років виступав в чемпіонаті Івано-Франківської області за «Карпати» (Галич) та «Прикарпаття-Тепловик». На початку наступного сезону перейшов до професіональної команди «Прикарпаття». У футболці франківського клубу дебютував 21 жовтня 2020 року в переможному (2:1) домашньому поєдинку 8-го туру Першої ліги України проти тернопільської «Ниви». Пархуць вийшов на поле в стартовому складі та відіграв увесь матч.